# Vinland Saga
Vinland Saga (Nhật: ヴィンランド・サガ (tạm dịch là Truyền thuyết Miền đất hứa) Hepburn: Vinrando Saga) là loạt manga do Yukimura Makoto sáng tác và minh hoạ. Được đăng trên tạp chí Weekly Shōnen Magazine sau đó được chuyển qua tạp chí Weekly Afternoon. Tính tới tháng 6 năm 2023, các chương manga đã được biên tập thành 27 cuốn khổ tankōbon. Vinland Saga được cấp phép bản quyền tiếng Anh bởi Kodansha USA.
Tiêu đề của sêri, Vinland Saga, làm gợi lại câu chuyện về một nhóm hành trình tới Vinland được miêu tả trong hai câu chuyện của Thần thoại Bắc Âu. Vinland Saga được lấy bối cảnh ở Danelaw vào đầu thế kỉ 11, khi quân xâm lược người Đan Mạch xâm chiếm Anh được biết đến là người Viking. Câu chuyện lấy cảm hứng từ những sự kiện lịch sử liên quan đến Knud Đại đế (hay còn gọi là Canute), câu chuyện báo thù cho cha của nhà thám hiểm có thật trong lịch sử Thorfinn và cả hành trình tìm kiếm Vinland (miền đất hứa) của anh trong giai đoạn sau của tác phẩm.
Một bộ anime truyền hình chuyển thể gồm 24 tập do Wit Studio sản xuất, được phát sóng kể từ tháng 7 năm 2019. Mùa thứ hai của anime do MAPPA sản xuất phát sóng vào tháng 1 năm 2023.

## Cốt truyện

### Bối cảnh
Vinland Saga lấy bối cảnh vào năm 1013 sau Công nguyên nước Anh, nơi đã bị chinh phục bởi Vua Đan Mạch Sweyn Forkbeard. Khi vua Sweyn cận kề cái chết, các con trai của ông, Hoàng tử Harald và Hoàng tử Canute đã đấu đá nhau tranh giành ngai vàng.

### Câu chuyện
Mười lăm năm trước, chỉ huy Viking, Thors Snorresson, đã từ bỏ một trận chiến trên biển và bắt đầu một cuộc sống yên bình ở Iceland với người vợ Helga. Lúc bấy giờ, vào năm 1002, con trai nhỏ của họ, Thorfinn, khao khát được nhìn thấy mảnh đất thiên đường mang tên Vinland. Tuy nhiên, một người Viking là Floki đã đến làng của Thorfinn để lên kế hoạch giết cha của cậu bé. Floki được tiết lộ là một cựu Jomsviking. Sau cái chết của cha mình, Thorfinn gia nhập đội của Askeladd để trả thù cho cha mình và liên tục thách thức chỉ huy của mình trong nhiều cuộc đấu tay đôi khác nhau. Đến năm 1013, đội của Askeladd tìm được việc làm lính đánh thuê trong cuộc xâm lược London của Đan Mạch gặp khó khăn do bị Thorkell Cao Kều chặn đứng.
Hai băng Viking sau đó đã đụng độ khi các chỉ huy của họ tìm cách bắt giữ Hoàng tử trẻ Đan Mạch Canute, đội của Askeladd đã thành công nhưng bị lực lượng của Thorkell gây khó khăn buộc phải lánh nạn vào mùa đông ở miền bắc nước Anh gần vùng đóng quân của Đan Mạch tại Gainsborough. Khi tìm thấy Canute rụt rè nhút nhát và phụ thuộc rất nhiều vào người chăm sóc Ragnar, Askeladd cảm thấy quan ngại sâu sắc về điều này nên đã thay đổi ngắn gọn kế hoạch ban đầu của mình thành ủng hộ hoàng tử để giữ anh lại hòng đòi tiền chuộc. Nhưng một cuộc tấn công bất ngờ của lữ đoàn của Thorkell buộc Askeladd phải thay đổi ý định, giết chết Ragnar để buộc Canute phải tự đứng lên. Hoàng tử mang cả hai lực lượng còn lại của Thorkell và Askeladd dưới quyền chỉ huy của mình khi anh ta đối đầu với cha mình, hắn quyết định không giết Canute sau khi anh chứng minh được giá trị của mình, nhưng vẫn kiên quyết lấy Harald làm người thừa kế.
Canute buộc phải giết Askeladd sau khi Askeladd giết Sweyn và những người hầu cận của hắn để tránh bị kết tội mưu phản. Askeladd thực chất đã hi sinh có chủ đích để đảm bảo Canute lên ngôi vương nhằm ngăn chặn âm mưu xâm lược xứ Wales, quê hương của người mẹ quá cố mà ông yêu thương hết mực. Nhưng Thorfinn, cảm thấy suy sụp vì ham muốn báo thù đã tan thành mây khói, anh đã toan giết Canute trước khi bị chặn lại. Canute, thấu hiểu nỗi đau của Thorfinn, quyết định không tử hình anh mà thay vào đó phạt anh án lưu đày.
Một năm sau cái chết của Askeladd, Thorfinn đang làm việc trong một điền trang thuộc sở hữu của Ketil, một nông dân giàu có và tốt bụng, đối xử tốt với nô lệ. Sau đó, anh kết bạn với một nô lệ khác tên Einar, người dạy anh cách làm ruộng. Với sự giúp đỡ của Einar cùng với Snake, người đảm bảo an ninh của trang trại và Sverker, cha của Ketil, Thorfinn học cách buông bỏ quá khứ đen tối của mình và được truyền cảm hứng bởi những giấc mơ có bóng hình Thors và Askeladd để theo đuổi một cuộc sống hòa bình, xa rời bản chất man di mọi rợ của người Viking. Khi Thorfinn và Einar làm việc để tìm kiếm tự do, Canute đã trở thành Vua Anh và Đan Mạch sau khi đầu độc anh trai Harald. Nhưng tâm trí Canute luôn quằn quại trong điên loạn vì bị ám bởi hồn ma của Sweyn, ngài đã lên kế hoạch chiếm lấy các trang trại của Đan Mạch để phục vụ cho đội quân của ngài.
Canute bắt đầu chiến dịch của mình với điền trang của Ketil, lừa các con trai của Ketil, Thorgil và Olmar nhằm có cớ chiếm dụng điền trang. Với việc Ketil bị thương trong trận chiến và phát điên vì tình nhân phản bội ông để cứu chồng cũ, Thorfinn diện kiến với Canute để thuyết phục ngài hãy tha thứ cho những người nông dân. Canute từ bỏ yêu sách của mình với trang trại sau khi thấy sự tận tâm mới được tìm thấy của Thorfinn đối với hòa bình. Khi Thorfinn và Einar đã được giải thoát, họ nói lời tạm biệt với Sverker và Snake trước khi trở về Iceland với Leif, một người bạn cũ của cha của Thorfinn.
Đoàn tụ với mẹ và chị gái, Thorfinn giải thích ý định định cư Vinland và xây dựng một cuộc sống hòa bình mới. Để có được tài trợ cho chuyến đi đến Vinland, Thorfinn, Einar, Leif và con trai nuôi Thorfinn "Bug-Eyes", dự định đi du hành đến Hy Lạp và bán sừng Narwhal ở đó. Phi hành đoàn của Thorfinn sau đó được tham gia bởi những người khác bao gồm Gudrid, một cô gái có cá tính mạnh mẽ muốn đi du lịch vòng quanh thế giới và đang chạy trốn khỏi vị hôn phu của mình; Karli, một cậu bé mồ côi và chú chó cưng của mình là những người sống sót sau cuộc đột kích của người Viking; và Hild, một thợ săn lão luyện muốn trả thù Thorfinn vì đã giết cha cô trong thời gian còn dưới trướng Askeladd, nhưng được thuyết phục khỏi ý định phục thù để xem liệu Thorfinn có thực sự thay đổi hay không.
Phi hành đoàn của Thorfinn sau đó tiếp tục cuộc hành trình qua biển Baltic trong khi bị Sigurd, vị hôn phu của Gudrid truy đuổi, người quyết tâm đưa cô trở về để bảo tồn danh dự của mình. Thật không may, anh bị bắt bởi một số Jomsvikings sau khi cố gắng chiến đấu với chúng và sau đó bị đưa vào phục vụ dưới quyền Thorkell. Phi hành đoàn của Thorfinn đến thị trấn thương mại Jelling và Thorfinn được hộ tống bởi những người của Thorkell, người đưa anh ta đến gặp Thorkell và Floki. Người trước gợi ý cho Floki rằng Thorfinn lãnh đạo Jomsvikings sau cái chết gần đây của thủ lĩnh Jomsviking Sigvaldi. Thorfinn từ chối và giới thiệu hành trình của mình với phi hành đoàn của mình, nhưng sau đó bị các sát thủ của Floki truy đuổi sau khi Floki nhận ra Thorfinn là ai, vì sợ bị trả thù cho cái chết của Thors.
Thorfinn và Hild bị lôi kéo bởi những kẻ ám sát xung quanh một quần đảo trong khi những thành viên còn lại trốn thoát về phía Odense. Sau khi sử dụng chiến đấu không gây chết người để bảo vệ một số dân làng khỏi Jomsvikings, hai điệp viên trong số họ đưa Thorfinn và Hild đến gặp Đại úy Vagn, thủ lĩnh của một phe nổi dậy của Jomsvikings, những người tìm cách chiếm đoạt quyền lực từ Floki trước khi nó rơi vào tay cháu trai Floki. Già hói Vagn tiết lộ với Thorfinn rằng Floki đã ám sát Thors và cũng sẽ có nhiều Jomsvikings nổi tiếng khác bị giết để giúp Baldr trở thành thủ lĩnh. Một cuộc tấn công bất ngờ được đưa ra tại trại bởi Thorkell và Vagn bị ám sát bởi Garm, một sát thủ tâm thần sẵn sàng chiến đấu cho đến giọt máu cuối cùng để lấy làm vui.
Những người đàn ông còn sống sót trong trại của Vagn thề trung thành với Thorkell, người hứa sẽ trả thù Floki vì đã sử dụng Garm như một kẻ ám sát. Leif, Einar, Gudrid và Karli bị Garm bắt làm con tin và gửi đến Jomsburg, để lại Bug-Eyes phía sau để nói với Thorfinn họ đang ở đâu. Một loạt các trận chiến nổ ra giữa lực lượng của Thorkell và Floki tại Jomsburg, bao gồm cuộc đấu tay đôi giữa một Thorfinn và Garm không vũ trang, dẫn đến thất bại không chết người sau đó. Quân đội của Thorkell đánh bại Floki và bắt giữ anh và Baldr, người trước đó được tiết lộ là anh em họ của Thorfinn. Baldr không quan tâm đến quyền lực và cảm thấy hối hận về hành động xấu xa của ông mình.
Thorfinn tạm thời trở thành thủ lĩnh của Jomsvikings và với sự giúp đỡ của Thorkell, thực hiện mệnh lệnh từ Canute để giải tán Jomsvikings cứu Floki và Baldr khỏi bị xử tử, bất chấp sự phản đối của các chiến binh. Floki và Baldr bị phạt lưu đày. Gudrid, thừa nhận tình cảm của cô dành cho Thorfinn, nói với Thorkell về cuộc đấu tay đôi mà Thorfinn đã hứa với ông và họ được phép rời đi và tiếp tục hành trình đến Hy Lạp. Sigurd trở về nhà mà không có Gudrid, nhưng nhận ra anh không bao giờ có tình cảm lãng mạn với cô và giải thoát cô. Anh để lại tài sản của cha mình để khám phá thế giới với người vợ đầu tiên và những người hầu của họ.
Hai năm sau, phi hành đoàn của Thorfinn trở lại Iceland với sự giàu có mà họ có được từ việc bán sừng kỳ lân. Thorfinn và Gudrid kết hôn và nuôi Karli như con trai của họ. Với các nguồn lực được Halfdan hứa hẹn, Thorfinn bắt đầu tập hợp một phi hành đoàn để đổ bộ lên Vinland.

## Nhân vật
Vinland Saga bao gồm các yếu tố lịch sử, kinh nguỵ tác, và các nhân vật hư cấu được tạo ra để phù hợp.
- Thorfinn (トルフィン Torufin?)[5]

Lồng tiếng bởi: Yūto Uemura, Shizuka Ishigami (lúc nhỏ)
Dựa vào nhân vật lịch sử của nhà thám hiểm Vinland thời kỳ đầu Thorfinn Karlsefni, Thorfinn là một sát thủ thiếu niên dưới trướng Askeladd, dẫu vậy anh ghét chỉ huy của mình vì đã giết cha mình và thề sẽ giết hắn trong một cuộc đấu tay đôi. Để có quyền tham gia vào các cuộc đấu tay đôi này, anh phải hoàn thành những nhiệm vụ khó khăn cho Askeladd, chẳng hạn như phá hoại hoặc ám sát tướng địch. Thorfinn thực chất là một quý tộc Jomsviking vì được kế thừa dòng máu vương giả từ người mẹ Helga và được thừa hưởng tài năng, thể chất tuyệt vời từ cha mình. Anh không thực sự chiến đấu vì sự khát máu mọi rợ như những tên Viking khác, nhưng vẫn dễ bị mất bình tĩnh khi chiến đấu. Sự nôn nóng này thường khiến anh phải trả giá trong những trận chiến với những đối thủ giàu kinh nghiệm hơn. Kể từ sau cái chết của Askeladd, anh đã trở nên điềm tĩnh, chín chắn, không còn bản chất hung hăng của một Viking ngày nào. Anh luôn sống trong cảm giác tội lỗi, ân hận vì đã cướp đi sinh mạng của rất nhiều người, điều mà anh thường thấy trong những cơn ác mộng mỗi đêm. Tuy vậy, cũng có những giấc mơ khiến cho anh khao khát chuộc lại lỗi lầm đã qua, thường có bóng hình của cha mình, Thors và vị chỉ huy Askeladd đều đã thành người thiên cổ. Anh đã lập một phi hành đoàn với những người có cùng chí hướng, dong buồm ra khơi với quyết tâm tìm được Vinland.
- Askeladd (アシェラッド Asheraddo?)

Lồng tiếng bởi: Naoya Uchida
Askeladd là chỉ huy của một băng Viking nhỏ nhưng mạnh mẽ, có được thành công nhờ trí thông minh đặc biệt của Askeladd. Ông là một người có cả hai dòng máu Đan Mạch và xứ Wales vì là con trai của một công nương xứ Wales bị bắt cóc, cưỡng hiếp bởi một gã Viking man rợ. Ông là người rất tin vào huyền thoại Avalon mà mẹ ông thường kể, người đã truyền cảm hứng cho ông ủng hộ Hoàng tử Canute đấu tranh giành ngôi vương. Ông cuối cùng đã hi sinh để ám sát vua Sweyn nhằm đưa Canute lên làm Vua Đan Mạch để đảm bảo sự an toàn cho xứ Wales thoát khỏi âm mưu xâm lược. Mười năm trước cốt truyện chính của Vinland Saga, Askeladd đã nhận một hợp đồng ám sát Thors, cha của Thorfinn. Trong cuộc xâm lược và chiến tranh của người Viking ở Anh, ông ta đã thao túng mong muốn trả thù của Thorfinn như một cách để giữ cho chiến binh trẻ tài năng phục vụ dưới trướng. Askeladd là một trong những chiến binh thiện chiến nhất trong sê-ri và đặc biệt giỏi trong việc đoán trước được hành động của đối thủ trong chiến đấu. Tuy vậy ông gần như không thể đánh bại được Thorkell vì hắn quá khỏe, khó đoán với ông mặc dù Thorfinn, người mà ông luôn đánh bại dễ dàng lại có thể đánh bại hắn. Mẹ ông đã đặt cho ông cái tên Lucius Artorius Castus, vị vua hợp pháp của Anh, nhưng ông lại nhận được biệt danh Askeladd (phủ tro) khi còn là một thợ học việc cho một thợ rèn. Askeladd dựa trên tên của nhân vật Askeladden, một nhân vật dân gian Na Uy nổi tiếng về sự thông minh. Câu chuyện đằng sau của ông dựa trên giai đoạn đầu của cuộc đời Olaf the Peacock, một thủ lĩnh người Iceland và nhân vật chính của Laxdæla saga.
- Bjorn (ビョルン Byorun?)

Lồng tiếng bởi: Hiroki Yasumoto
Bjorn là chỉ huy thứ hai của Askeladd, một chiến binh to con, vạm vỡ, chiến đấu vì sự điên cuồng đến khát máu. Ông là một cuồng nhân, có thể có được sức mạnh cuồng nộ sau khi ăn nấm dại. Bjorn bị thương nặng ở Gainsborough vì những vết thương sâu khi cố gắng bảo vệ Hoàng tử Canute. Các vết thương nghiêm trọng đến nỗi ông không còn sống được bao lâu, và sau đó, ông đã thách đấu Askeladd trong một trận đấu tay đôi. Trong cuộc đấu tay đôi, Bjorn tiết lộ rằng ông luôn muốn trở thành bạn của Askeladd và Askeladd trả lời rằng ông là người bạn duy nhất của ông, trước khi kết liễu ông. Bjørn có nghĩa là "gấu" trong tiếng Đan Mạch, Na Uy và Thụy Điển, một cái tên thường được dùng với người Viking.
- Thors (トールズ Tōruzu?)[5]

Lồng tiếng bởi: Kenichiro Matsuda
Thors là cha của Thorfinn, một vị tướng Jomsviking có năng lực chiến đấu phi thường khiến cho ông có danh hiệu "Người khổng lồ Jom". Thors trở nên mệt mỏi, chán ghét chiến tranh khi vợ bắt đầu có con, ông đã giả chết trong trận Hjorungavágr và rút lui để trở thành một nông dân hòa bình sau khi bí mật chuyển gia đình đi. Jomsvikings sau đó phát hiện ra rằng Thors còn sống và buộc ông phải trở lại chiến trường. Trước khi ông đến chiến trường, ông bị một đồng chí cũ, Floki, thuê Askeladd ám sát. Thors phần lớn được coi là chiến binh vĩ đại nhất xuất hiện trong truyện cho đến khi chết, đã đánh bại Askeladd trong trận chiến đơn, và là người đàn ông duy nhất trên thế giới mạnh hơn Thorkell khi còn trẻ. Đó là sức mạnh của ông mà Floki không dám giao chiến trực diện với ông, ngay cả khi mang toàn đội chiến binh Jomsviking.
- Thorkell (トルケル Torukeru?)

Lồng tiếng bởi: Akio Ōtsuka
Thorkell là một tướng quân Jomsviking, anh trai của tù trưởng Jomsviking, chú vợ của Thors và là ông ngoại họ của Thorfinn. Một người đàn ông khổng lồ yêu thích chiến đấu, ông rời khỏi quân đội Đan Mạch để trở thành một lính đánh thuê cho người Anh, tin rằng chiến đấu với những người Viking của ông sẽ cho ông một thử thách tốt hơn. Chính tình yêu chiến đấu này đã khiến ông ủng hộ Hoàng tử Canute đoạt vương quyền của người Đan Mạch. Ông vẫn ở dưới trướng ngay cả khi Canute trở thành vua. Trước sự đào tẩu của Thors, Thorkell đã thông đồng và thầm ngưỡng mộ Thors hết lòng, dẫn đến sự yêu mến con trai của ông, Thorfinn. Ông đấu tay đôi với Thorfinn và lần nào cũng áp đảo, mặc dù ông mất hai ngón tay trong trận đấu đầu tiên và một con mắt trong lần thứ hai. Trong trận chiến, Thorkell thường sử dụng một cặp rìu làm vũ khí chính của mình, nhưng tài sản lớn nhất của ông ta có lẽ là sức mạnh thể chất vượt trội. Do sức mạnh khổng lồ của mình, Thorkell được coi là viking và chiến binh mạnh nhất trong truyện, với một người tin rằng 4000 người đàn ông không đủ sức ngăn chặn Thorkell. Nhân vật của Thorkell dựa trên Thorkell the Tall, một lãnh chúa Jomsviking lịch sử, là người cố vấn cho Canute theo sử ký Flateyjarbók.
- Canute (クヌート Kunūto?)

Lồng tiếng bởi: Ono Kenshō
Canute là một hoàng tử 17 tuổi của người Đan Mạch. Anh ban đầu được miêu tả là nhút nhát và nữ tính, với vẻ ngoài mỹ thiếu niên và không thể tự lo cho bản thân mình mà không có người giám hộ Ragnar. Những đặc điểm này, cùng với đức tin Cơ đốc giáo mạnh mẽ, khiến cho anh có sự nhạo báng với những người Viking man rợ, khát máu. Tuy nhiên, sau cái chết của Ragnar, anh có sự thay đổi mạnh mẽ trong tính cách, trở nên mạnh mẽ hơn và ra dáng vóc của một bậc quân vương, với tham vọng làm nên những chuyện không tưởng trên Trái đất trước khi Chúa tái lâm. Để đạt được mục đích này, anh lật đổ cha mình Sweyn Forkbeard và trở thành vua Đan Mạch. Canute dựa trên vị vua lịch sử Knud Đại đế, nhà cai trị nổi tiếng nhất của Đan Mạch.
- Leif (レ イ, Leifu)

Lồng tiếng bởi: Yōji Ueda 
Leif là ông già vui tính đến từ Greenland. Là một thủy thủ, ông tuyên bố rằng mình đã từng đi đến một vùng đất phía tây xa xôi tên là Vinland. Khi Thorfinn gia nhập băng của Askeladd và những người Iceland khác cho rằng anh đã chết, Leif đã không từ bỏ hy vọng và dành cả cuộc đời để tìm kiếm anh. Ông cũng là người phần nào truyền cảm hứng tìm kiếm Vinland cho Thorfinn khi còn nhỏ mặc dù lúc đó anh cũng như dân làng chả mấy tin vào câu chuyện bị cho là hoang đường của ông. Ông dựa trên Leif Erikson, một nhân vật có thật trong lịch sử.
- Einar (エ イ ナ, Einaru)

Einar là một nông dân gốc Anglo-Bắc Âu đến từ miền Bắc nước Anh, sau các cuộc tấn công vào làng của anh, anh đã bị bán làm nô lệ và cuối cùng trở thành nông dân ở điền trang Ketil. Anh có lòng căm thù sâu sắc với chiến tranh và sự bất công. Einar gặp Thorfinn tại điền trang của Ketil và hai người trở thành bạn bè, anh em chí cốt. Einar có ít kỹ năng trong chiến đấu, nhưng chứng tỏ một người bạn đồng hành trung thành.
- Gudrid (ズ リ ー, Guzurīzu)

Gudrid là một phụ nữ trẻ gốc Greenland. Khi còn nhỏ, cô đã nghe những câu chuyện về thế giới bên ngoài từ Leif và mơ ước trở thành một thủy thủ nhưng là một phụ nữ, cô không được phép trở thành một thủy thủ. Cô là em dâu của Leif, góa phụ của em trai Thorvald nhưng Thorvald đã chết trong một trận chiến trước khi cô có thể sống một cuộc sống gia đình thật sự. Cô chuẩn bị tái hôn với Sigurd, con trai của Halfdan, nhưng trốn thoát trong đêm tân hôn của họ và tham gia băng của Thorfinn và Leif. Hai năm sau cô kết hôn với Thorfinn và họ đã nhận nuôi một cậu con trai tên Karli. Gudrid dựa trên nhân vật lịch sử có thật Gudrid Thorbjarnardóttir.
- Hild (ル, Hirudo)

Hild là một nữ thợ săn đến từ Na Uy. Xuất thân là một nhà phát minh và thợ mộc, cuộc sống của cô đã thay đổi khi băng của Askeladd tấn công ngôi làng và giết chết gia đình cô. Nhiều năm sau, cô gặp Thorfinn và cố gắng giết anh để báo thù. Tuy nhiên, cô được thuyết phục bởi ước vọng tạo ra một xã hội hòa bình và tạm thời tha thứ cho anh; cô tham gia nhóm để đảm bảo anh nghiêm túc về điều đó và cam kết sẽ giết anh nếu anh quay lại với con đường bạo lực đẫm máu.
- Karli (カ ル, Karuri)

Karli là con trai của một trong những người bạn của Leif. Một mối thù giữa các gia tộc đã dẫn đến một vụ thảm sát ở làng của cậu, trong đó Karli là người duy nhất sống sót. Mồ côi và không có người có thể nhận nuôi cậu, cậu được Thorfinn và Gudrid nhận nuôi.
- Garm

Garm là một tay lính đánh thuê tâm thần, hắn sử dụng một cây giáo tùy chỉnh có thể tách thành hai ngọn giáo ngắn bất cứ khi nào hắn muốn. Hắn bị coi là một thằng ngốc và thậm chí là một con thú dữ khi còn nhỏ do thiếu đạo đức, hắn tin rằng chiến tranh là một trò chơi và những người tham gia vào nó bất kể đồng đội hay kẻ thù đều là bạn của hắn. Giống như Thorkell, hắn bị ám ảnh bởi việc thách đấu với những chiến binh mạnh mẽ và cố gắng đánh bại Thorfinn nhiều lần trong suốt chương Chiến tranh Biển Baltic và chịu trách nhiệm về cái chết của Thuyền trưởng Jomsviking Vagn khi hắn giao chiến với ông. Hắn bị đánh bại bởi Thorfinn và tuyên bố rằng anh sẽ phải đối mặt với hắn một lần nữa cho một trận tái đấu. Hắn đã rời đi và coi Thorfinn là một người bạn thật sự.

## Sản xuất
Vinland Saga được sêri hóa vào tháng 4 năm 2005 trong tạp chí Weekly Shōnen Magazine của Kodansha, cho tới tháng 10 cùng năm. Sau đó bị hoãn 2 tháng, và tiếp tục sêri hóa vào cuối tháng 12 năm 2005 trong tập san hàng tháng Afternoon, cũng được sở hữu bởi Kodansha. Sự thay đổi này do tác giả Yukimura Makoto đã không theo kịp tiến độ sản xuất một thời gian dài trong nhiều tuần.
Trong buổi phỏng vấn vào tháng 1 năm 2018, Yukimura tiết lộ rằng anh tham gia vào công nghiệp manga khi đọc được bộ manga Hokuto no Ken. Thêm vào đó, anh muốn sản xuất một bộ manga phản ánh chủ đề "sức mạnh và chính nghĩa". Anh thỉnh thoảng dùng omake (chương thêm vào) và một số yếu tố khác để bình luận về quá trình sản xuất của Vinland Saga. Trong quyển thứ hai, chương omake là về một chuyến đi anh tới Iceland vào năm 2003 trước khi bắt đầu sêri. Những bình luận của tác giả trong quyển thứ nhất và thứ ba là về tham vọng của tác giả muốn nhìn được một bức chân dung sống của người Viking cũng như những sự kiện chiến tranh và lịch sử của họ. Yukimura được giúp vẽ Vinland Saga bởi bốn người trợ lí được biết đến là: Kumagai Haito, Suzuki Kazuoki, Takami Tomoyuki, và Watanabe Daiju.
Vào tháng 11 năm 2019, Yukimura tuyên bố rằng manga đã bước vào giai đoạn cuối cùng.

## Truyền thông

### Manga
Vinland Saga được viết và minh họa bởi tác giả Yukimura Makoto và được xuất bởi nhà xuất bản Kodansha. Vào tháng 4 năm 2005, sêri được sêri hóa trong tạp chí Weekly Shōnen Magazine. Vào tháng 12 năm 2005, sêri được chuyển qua tạp chí seinen manga là Afternoon. Cho tới tháng 6 năm 2023, các chương đã được sưu tầm thành 27 quyển tankōbon. Hai quyển đầu được xuất bản dưới ấn bản Weekly Shōnen, và sau đó được xuất bản dưới ấn bản Afternoon sau khi bị chuyển dịch. Afternoon sau đó in lại bìa của sêri, những bình luận khác của tác giả ở phần bìa, và làm thiếu furigana. Từ quyền thứ ba trở đi được xuất bản hoàn toàn dưới ấn bản Afternoon. Mặc dù có nhiều chương kết hợp thành một quyển, các trang vẫn gần như bằng nhau, khoảng 215 trang một quyển.
Bộ truyện được cấp phép bằng tiếng Anh bởi Kodansha USA, và nó đang được phát hành trong một ấn bản sách bìa cứng hai trong một. Tập đầu tiên được xuất bản vào ngày 14 tháng 10 năm 2013. Tập thứ mười một được phát hành vào ngày 17 tháng 12 năm 2019.

### Anime

#### Mùa 1
Twin Engine công bố vào ngày 19 tháng 3 năm 2018 rằng bộ truyện sẽ có chuyển thể anime do Wit Studio thực hiện. Anime khởi chiếu vào ngày 7 tháng 7 năm 2019 với 3 tập đầu, cho tới 24 tập trên đài NHK General TV. Anime được sản xuất bởi Twin Engine, Production I.G, Wit Studio và Kodansha, anime do Yabuta Shūhei đạo diễn, với Seko Hiroshi biên tập kịch bản, Abiru Takahiko thiết kế nhân vật, và Yamada Yutaka biên soạn âm nhạc. Ca khúc mở đầu là "MUKANJYO." do Survive Said The Prophet thực khi trong khi ca khúc kết thúc là "Torches" do Aimer thực hiện.
Chủ đề mở đầu là "MUKANJYO." của Survive Said The Prophet trong khi chủ đề kết thúc đầu tiên là "Torches" của Aimer. Chủ đề mở đầu thứ hai là "Dark Crow" của Man with a Mission và chủ đề kết thúc thứ hai là "Drown" của milet.
Amazon phát trực tiếp loạt phim ở Bắc Mỹ và Úc trên dịch vụ Amazon Prime của họ.
Do sự xuất hiện của bão Faxai vào ngày 8 tháng 9 năm 2019, tập 10 đã bị trì hoãn theo tin tức phát sóng và được tiếp tục vào ngày 15 tháng 9 năm 2019. Do sự kiện phát sóng của giải đấu thể thao Giải vô địch điền kinh thế giới Para trên NHK, tập 18 đã bị trì hoãn và tiếp tục vào ngày 17 tháng 11 năm 2019.
Khi tập anime cuối được phát sóng tại Nhật Bản, đạo diễn của Wit Studio là Yabuta Shuhei đã viết, "biến cố lớn này đã thay đổi mọi thứ đối với Thorfinn, nhưng câu chuyện của anh vẫn sẽ tiếp tục!" Một đoạn phim dựng phim đặc biệt được phát hành bởi Wit cho thấy các sự kiện trong tương lai từ manga.

#### Mùa 2
Vào tháng 7 năm 2021, mùa thứ hai của anime truyền hình được công bố. Đến tháng 6 năm 2022, trang chủ của Vinland Saga thông báo MAPPA sẽ sản xuất mùa này cùng dàn nhân sự cũ thay vì Wit Studio. Anime phát sóng vào tháng 1 năm 2023.

## Đón nhận
Vinland Saga được hưởng ứng thành công ở Nhật Bản, với 1.2 triệu bản in cho tới tháng 6 năm 2008, và một vài quyển được lọt vào top manga best-selling của Taiyosha. Sêri được bình chọn trong giải Manga Taisho 2008. Vào năm 2009, sêri được nhận giải Grand Prize của giải Japan Media Arts. Thắng giải Kodansha Manga Award lần thứ 36 cho Manga chung hay nhất vào năm 2012.The Comics Journal thất vọng rằng Vinland Saga vẫn chưa được cấp phép xuất bản trong một bài báo năm 2006 nhấn mạnh các nhóm manga và các nhóm scan không có giấy phép. Mặc dù vậy, sêri vẫn thu hút các đọc giả quốc tế. Quyển đầu tiên được đánh giá cao do MangaCast vào năm 2005. Bài đánh giá này khen ngợi Vinland Saga có những cảnh hành động gây cấn, cho thấy tác giả Yukimura đã thực hiện tốt như thế nào.